# Malnava
Malnava, auch Malnova, ist ein Dorf in der Bezirksgemeinde Malnava im Bezirk Ludza in Lettland. Der Ort ist Hauptsitz der gleichnamigen Bezirksgemeindenverwaltung.

## Lage
Malnava liegt im Osten Lettlands neben der Stadt Kārsava direkt an der Autobahn A13, die Teil der Europastraße 262 ist. Die russische Grenze bei Grebņova ist rund 13 Kilometer entfernt. Die nächste größere Stadt ist Ludza rund 30 Kilometer südlich des Ortes. Die lettische Hauptstadt Riga ist rund 276 Kilometer entfernt. Der Bahnhof Kārsava im Ort Bozova ist knapp 6,5 Kilometer entfernt und liegt an der Bahnstrecke Rēzekne–Kārsava.
Bei Malnava befindet sich der Erholungspark Zīdūņs, ein Naturwald mit zwei Lauf- und Wanderwegen.

## Geschichte

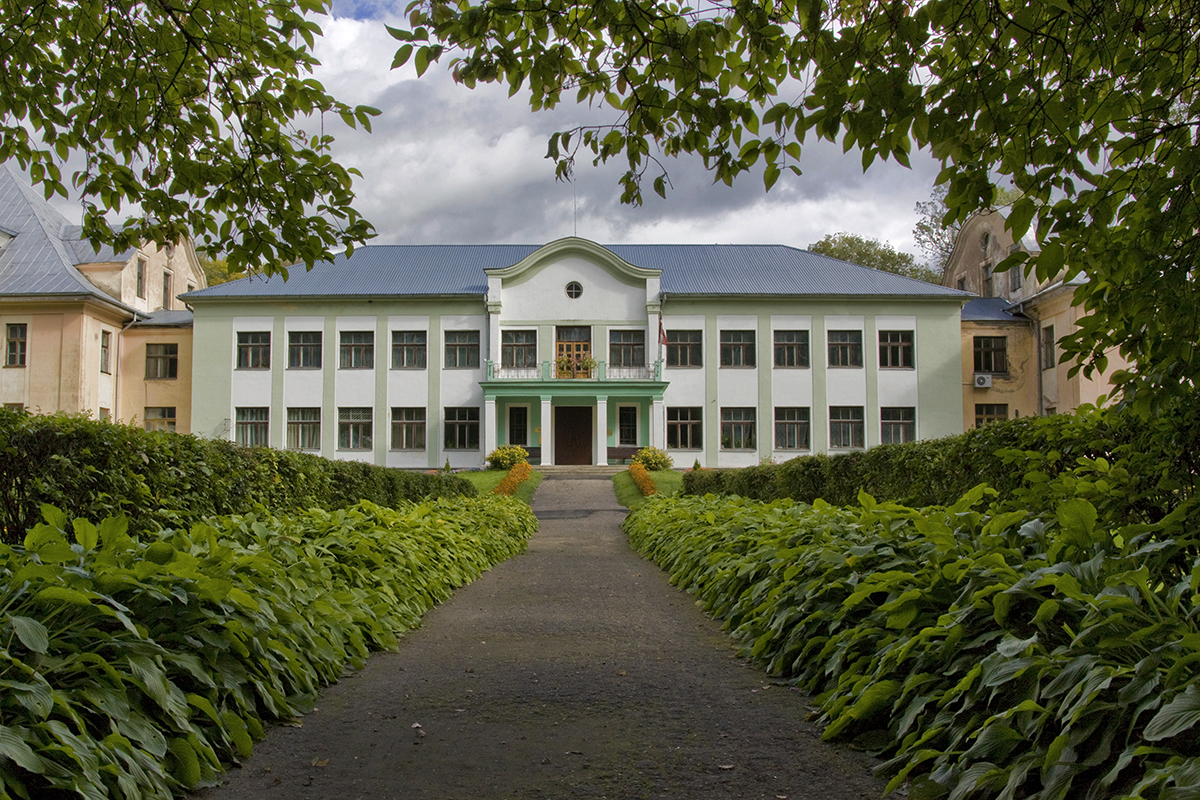
Das Herrenhaus Malnow

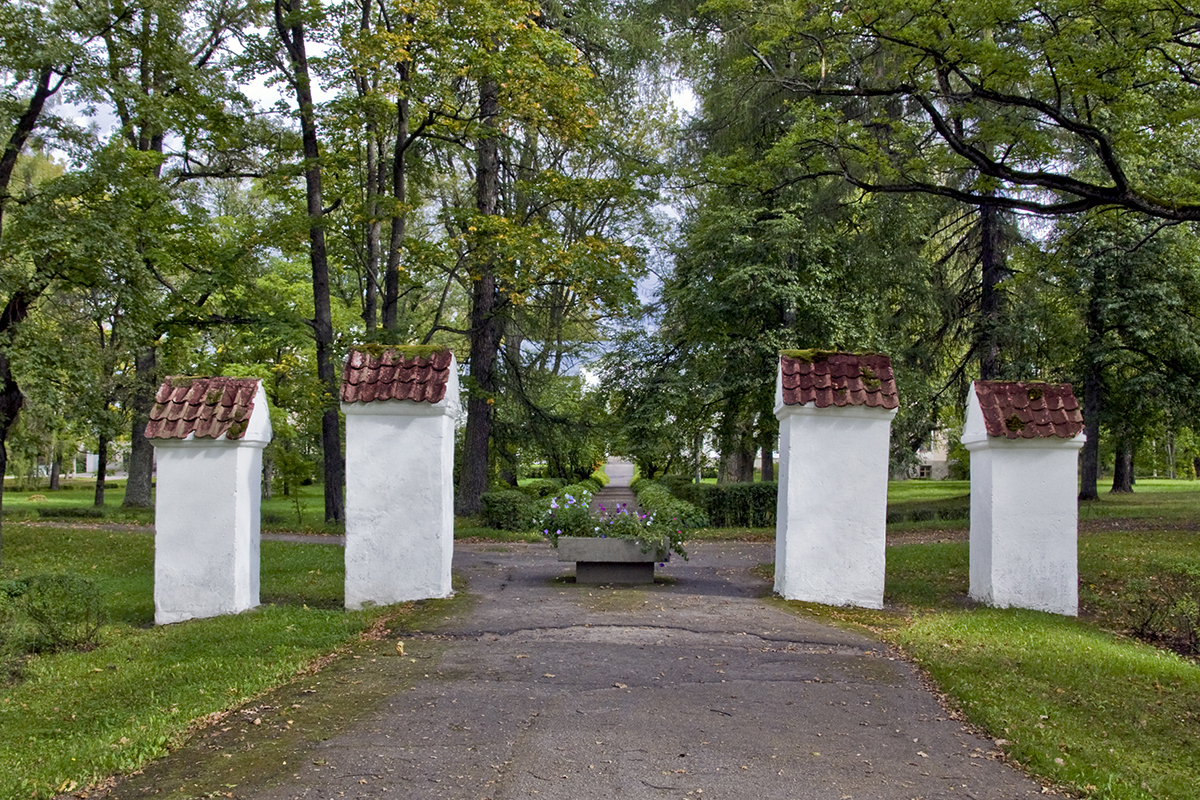
Das „Weiße Tor“ zum Garten des Anwesens Malnow

### Rittergut Malnow
Der Ort entstand rund um das Rittergut Malnov (deutsch Malnow), das ursprünglich als Zweitsitz des Herrenguts Salnava diente. Bis 1724 gehörte das Anwesen der Adelsfamilie Hülsen, die zu der Zeit den Großteil der Anwesen in Lettgallen besaß. 1763 wurde auf dem Gebiet des Gutes eine katholische Kirche erbaut. Nachdem die Tochter Jadvig Hülsen im Jahr 1774 den Adeligen Jan Šadurski heiratete, ging das Gut in den Besitz der Adelsfamilie Šadurski über. Bei der Volkszählung 1784 zählte das Gut 1793 Bewohner. 1842 trennten die Brüder Nikolai und Vincent Šadurski die Abhängigkeit des Herrenhauses Malnow vom Haupthaus Salnava. Um 1920 war der Hof mit rund 12 Hektar einer der größten Höfe in Lettland. Die wichtige Rolle der Landwirtschaft war einer der Gründe für die Gründung der Landwirtschaftsschule im darauffolgenden Jahr. Im Garten des Herrenhauses gab es den sogenannten „Hitler Bunker“, der heute als Lost Place ein Zeuge der Zeit ist. Der Garten wurde um 1830 errichtet und hat neben einem Teich und unzähligen Bäumen und Blumen auch eine Scheune.

### Dorf Malnava
Während der Sowjetzeit wuchs der Ort auf bis zu 921 Einwohner (1979) an. In Malnava befindet sich der Flugplatz Malnava, die Pfarrverwaltung Malnava, ein Postamt sowie eine Schule mit Kindergarten. Während des Zweiten Weltkrieges hatte die Heeresgruppe Nord einen Sitz in Malnava. 1990 wurde mit umliegenden Dörfern die Bezirksgemeinde Malnava gegründet, die vergleichbar mit der deutschen Verbandsgemeinde ist. Bis 2021 gehörte Malnava dem Bezirk Kārsava an. Durch die Verwaltungsreform in Lettland 2021 wurde Malnava in den Bezirk Ludza eingegliedert. Des Weiteren gibt es in Malnava eine Brennerei, in welcher unter anderem das lettgalische Traditionsgetränk Shmakovka gebraut wird. Ergänzend dazu beherbergt der Ort das größte Shmakovka Museum Lettlands.

### Hochschule Malnava
Malnava ist seit ihrer Gründung am 15. Oktober 1921 Sitz der Berufshochschule Malnava College, die damals unter dem Namen Latgales lauksaimniecības vidusskola (Landwirtschaftliche Mittelschule Lettgallen) vor allem Landwirtschaft lehrte. 2003 wurden die ersten beiden anerkannten Studiengänge „Autotransport“ und „Unternehmertum in der Landwirtschaft“ vorgestellt. Seit dem 1. Januar 2022 ist die Hochschule ein Außencampus der Lettischen Universität für Biowissenschaften und Technologie mit Sitz in Jelgava.

### Besuch Hitlers im Juli 1941
Bei einer Lagebesprechung mit Generalfeldmarschall Wilhelm Ritter von Leeb am 21. Juli 1941 im Hauptquartier der Heeresgruppe Nord wurde Hitler über den aktuellen Stand des Überfalls auf die Sowjetunion in Kenntnis gesetzt. Hitler landete gegen 6:15 Uhr auf dem Flugplatz von Malnava, begleitet wurde er hierbei von Heeresoffizier Wilhelm Keitel. Obwohl durch die derweil laufenden Luftangriffe auf Moskau ein Besuch der Heeresgruppe Mitte naheliegender gewesen wäre, war es Hitlers eigentliches Ziel, die Region rund um den Donbass aufgrund der industriellen und landwirtschaftlichen Bedeutung einzunehmen. Hitler äußerte während des Besuchs in Malnava seine „äußerste Unzufriedenheit“ mit dem Vorgehen der Heeresgruppe und sagte gegenüber dem Feldmarschall, sie haben „alles falsch gemacht“.